# Kelemen Marcel
Kelemen Marcel (Veszprém, 1964. március 30. –) festő.

## Pályafutása
1982-87 között a Magyar Képzőművészeti Főiskolán tanult, majd 1990-ben ugyanitt elvégezte a mesterképzést. Franciaországban és Németországban járt tanulmányúton. Budapesten él.

## Díjak, elismerések
- 1982: Domanovszky-díj;
- 1987: Herman Lipót-díj;
- XXIV. Veszprémi Őszi Tárlat Nívódíja;
- 1989: XXV. Veszprémi Őszi Tárlat, A Város Díja;
- 1990: I. díj a Budapesti Országos Csecsemő és Gyermekgyógyászati Intézet murális pályázatán;
- 1992-93: Veszprémi Tavaszi Tárlat Nívódíja;
- 1998: 45. Vásárhelyi Őszi Tárlat, Pest-Buda Értékház díja.

## Egyéni kiállítások
- 1982 • Csikász Galéria, Veszprém
- 1988 • Balatonalmádi Galéria • Eötvös Károly megyei Könyvtár, Veszprém
- 1989 • Petőfi Sándor Városi Művelődési Központ, Győr
- 1996 • Fonó Budai Zeneház • Chapelle St. Étienne, Bessans (FR)
- 1999 • Csikász Galéria, Veszprém.

## Válogatott csoportos kiállítások
- XXIV. Veszprémi Őszi Tárlat
- 1988 • Ajkai Tárlat • 35. Vásárhelyi Őszi Tárlat, Tornyai János Múzeum, Hódmezővásárhely
- 1989 • XXV. Veszprémi Őszi Tárlat, Veszprém
- 1990 • BKE, Budapest
- 1991 • G. Gaffelder, Breda (NL)
- 1992 • Veszprémi Tavaszi Tárlat
- 1993 • Balatoni Tárlat, Balatonalmádi • Veszprémi Tavaszi Tárlat • 40. Vásárhelyi Őszi Tárlat, Tornyai János Múzeum, Hódmezővásárhely
- 1996 • Veszprémi Tavaszi Tárlat
- 1997 • 7 festő, Tornyai János Múzeum, Hódmezővásárhely
- 1998 • Abbaye de Benedictine, St. Michel (FR) • Veszprémi Tavaszi Tárlat • 45. Vásárhelyi Őszi Tárlat, Tornyai János Múzeum, Hódmezővásárhely
- 2000 • Hódmezővásárhelyi Szimpózium • Veszprémi Tavaszi Tárlat.

## Művek közgyűjteményekben
- Amis Del'Abbaye, St. Michel • Commune de Bessans • Cívis Hotel Rt., Debrecen • Lackó Dezső Múzeum, Veszprém • Tornyai János Múzeum, Hódmezővásárhely.

## Köztéri művei
- secco (1995, Fonó Budai Zeneház)
- pannó (1996, Hajdúhadháza, Földi J. Általános Iskola)